# Netelia flavolineata
Netelia flavolineata är en stekelart som först beskrevs av Cameron 1907.  Netelia flavolineata ingår i släktet Netelia och familjen brokparasitsteklar. Inga underarter finns listade i Catalogue of Life.